# Prinzessin Victoria Luise
El Prinzessin Victoria Luise fue un barco de vapor del Imperio Alemán construido por la empresa Hamburg America Line, al que se le atribuye ser el primer buque crucero de la historia.
Fue inaugurado el día 29 de junio del año 1900 y encalló en la costa jamaiquina el 16 de diciembre de 1906 (no debe confundirse con el barco de mismo nombre, SS Viktoria Luise, construido en 1911).

## Historia
En 1886, Albert Ballin se convirtió en el director de pasaje de Hamburg-Amerikanische-Packetfahrt-Actien-Gesellschaft (HAPAG), pero no fue sino hasta trece años después cuando se convirtió en Director General de la empresa. 
Aunque Albert Ballin provenía de un entorno humilde y había logrado su éxito inicial al atender a los pasajeros de tercera clase (Zwischendeckpassagiere), la siguiente etapa de su ascenso comercial vendría de su visión revolucionaria de que un viaje por mar debería ser más un crucero de placer que una prueba de resistencia. Mientras que sus competidores se obsesionaron con la velocidad y ganaron a Blue Ribands por los tiempos más cortos del cruce del Atlántico, Ballin usó lujosos alojamientos para atraer a una clientela más rica. En el proceso, también inventaría el crucero por mar.
Ballin también fue un pionero en el ámbito técnico. Hapag fue la primera línea alemana en poner en servicio barcos de doble tornillo, en un momento en que la tecnología aún no se consideraba probada. Esto le dio a las naves de Hapag no solo más velocidad sino también mejor estabilidad y seguridad. Cuando su competidor de Bremen, NDL, no pudo hacer lo mismo, Hapag tuvo una clara ventaja durante muchos años.
Ballin se dio cuenta de que el buque insignia de HAPAG, el Kaiserin Auguste Victoria, estaba parcialmente sin usar en la temporada invernal. Debido a las inclemencias del tiempo, los viajeros se mantuvieron alejados de la ruta transatlántica. Fue entonces cuando Ballin, a pesar del criterio de sus compañeros de Hamburg y las demás navieras, envió al Augusta Victoria a un viaje de placer de 58 días desde Cuxhaven al Mar Mediterráneo y Oriente Medio. También se planearon excursiones, bien planificadas, a las puertas y a lo largo de la ruta. Ballin viajó como un pasajero más y el viaje fue un completo éxito.
A pesar del éxito de estos primeros cruceros, llamados originalmente Ausflüge ("excursiones" en español), era difícil planificarlos con el tipo de construcción que poseían los barcos ya existentes, como transatlánticos, y ofrecían pocas comodidades en el mercado del placer en viajes largos. Además estaba prohibida la salida a las cubiertas y la del Augusta estaba la mayor parte protegida, para poder adaptarse a los rigores del Atlántico y a los climas más australes. Lo que quería Ballin era un barco específicamente preparado para usarlo como crucero y que pudiera ser utilizado todo el año.
Unos meses después Ballin se convirtió en Presidente y CEO de Hamburg. En el año 1900 encargó a Blohm & Voss la construcción de un barco de este tipo, y ese mismo año inició la construcción. El barco llevaría el nombre de la hija de Guillermo II de Alemania y fue botado el 29 de junio de ese año con el nombre de Prinzessin (Princesa) Victoria Luise, el nombre de la Princesa Hohenzollern Victoria Luisa de Prusia.

## El Barco Revolucionario

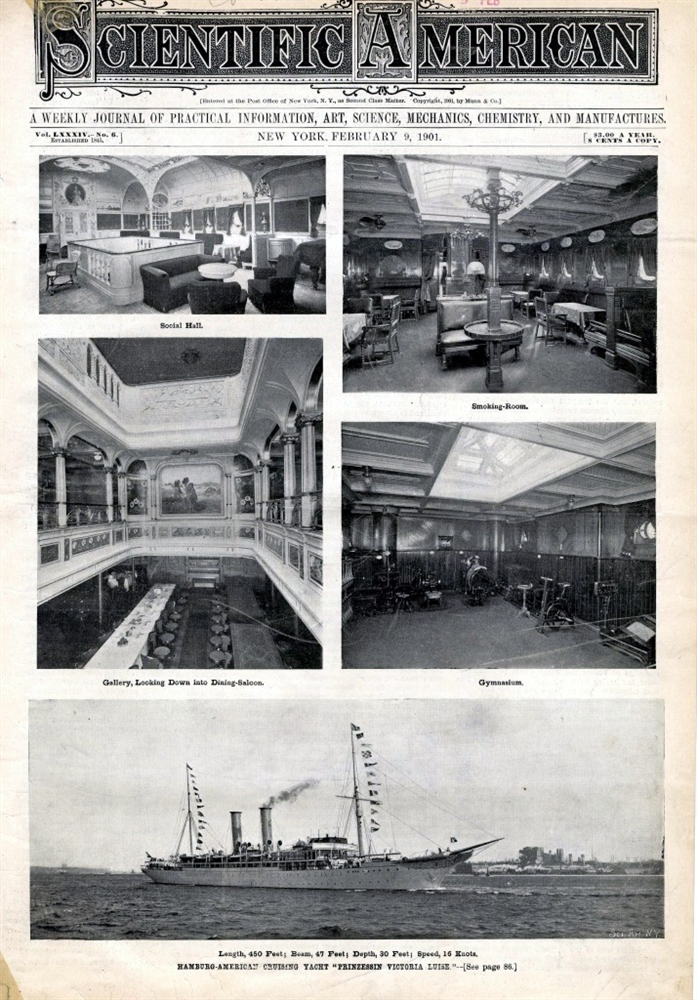
Portada de Scientific American de 1901 que muestra fotografías del crucero alemán Prinzessin Victoria Luise.

El barco estaba diseñado para viajeros adinerados, y su ruta incluía las Antillas, Nueva Guinea Alemana y Samoa Alemana. El Victoria Luise fue diseñado más como un Yate que como un barco comercial. Tenía una manga de 15,9 metros (52,2 pies), 138,2 metros de eslora (407,5 pies), estaba pintado de un color blanco casi en su totalidad (el puente de mando era de color amarillo chillón), dos mástiles y dos embudos delgados, una popa redondeada y una proa de tipo Clipper (tipo de proa usada en varios barcos de excursiones al ártico y viajes transatlánticos) que terminaba con un mascarón de la princesa alemana.
Su interior tampoco se parecía en nada a otros buques de la época, contenía 120 camarotes, todos lujosamente equipados. Según información, Ballin incluyó algunas modificaciones interiores recomendadas por el Kaiser.
También incluía una biblioteca, gimnasio, comedor de doble piso y un cuarto oscuro para el revelado de películas para fotógrafos aficionados. 
Era impulsado por dos motores a vapor Blohm und Voss Dampfmaschine de cuádruple expansión y corría a una velocidad constante de 15 nudos (28 km/h). El Emperador inspeccionó formalmente al buque y no le agrado que midiera 16 metros más que el SMY Hohenzollern (1892), que era el Yate Real Alemán.

## Carrera Corta
El Prinzessin Victoria Luise partió en su viaje inaugural a Nueva York el día 5 de enero de 1901, haciendo una escala en Boulogne en Plymouth, y después salió directo a Nueva York. Llegó el día 17 de enero y luego salió de Nueva York a las Indias Occidentales el día 26, siendo su primer crucero. Su segundo crucero fue de Cuxhaven al Mediterráneo, con escala en los puertos de Barcelona, Nápoles, Constantinopla, llegando hasta Crimea. Los demás cruceros al Mar Báltico y las colonias alemanas en Oceanía. Su uso sería casi exclusivo como crucero porque su capacidad de correo y carga eran limitados. Por seis veces el Victoria Luisa fue usado como transatlántico. 

## Encallamiento y Final
Su carrera terminó el día 16 de diciembre de 1906, casi cinco años después de su debut. El barco había intentado entrar al puerto de Kingston, más tarde, el Capitán Brunswig decidió anclar en el puerto de Port Royal, cuando confundió el Faro de Plum Point (el punto más occidental de Port Royal, Jamaica) a una velocidad de 14 Nudos (26 km/h|16 mph). El barco encalló y subió su proa a las rocas a las 21:30 PM. En un intento de desalojar, los motores del barco se pusieron a máxima velocidad para salir de ahí, pero la salida no fue exitosa.
Aunque los pasajeros fueron rescatados sin pérdidas, al día siguiente el capitán se fue a su camarote donde se suicidó disparándose en la cabeza. Siete meses después un Tribunal del Almirantazgo Alemán declaró la negligencia del capitán.
Las operaciones de salvamento comenzaron inmediatamente después de la puesta en tierra, el crucero alemán SS Bremen y el buque escuela francés Duguay-Trouin trataron de desencallarlo sin éxito alguno. En cuestión de días, las olas de una tormenta empujaron más el barco, llevándolo tierra adentro. Unos diseñadores navales británicos vieron los detalles y dijeron que estaban en unas condiciones estructurales muy graves. Revelaron que los marcos y las placas de las quilla se doblaron y se separaron, también las calderas se desalinearon al igual que sus motores. Durante el impacto, el babor del barco estaba inundado con 4,9 metros (16 pies) de agua, el barco fue declarado definitivamente pérdida total en 1907, tras hundirse en un Maremoto.